# Studiomuzikant
Een studiomuzikant is een muzikant of zanger met een professionele bekwaamheid.
Deze professionele muzikanten worden door opnamestudio's ingezet bij het inspelen of inzingen van partijen of 'tracks', die worden toegevoegd aan muzikale producties. Een studiomuzikant heeft een dusdanige kennis van muziekopbouw, solfège en muziektermen, dat hij tijdens opnamesessies nauwkeurig begrijpt wat de geluidstechnicus en producent aangeven.
Studiomuzikanten werken doorgaans op inhuurbasis, wat zowel vanuit een label als een zelfstandige band of artiest, of de betreffende studio kan zijn aangevraagd. Veelal maken opnamestudio's gebruik van een vaste lijst met studiomuzikanten op basis van goede ervaringen en recensies. Zo hebben ook labels en artiesten vaak vaste studiomuzikanten waar zij graag mee samenwerken.
Een studiomuzikant is gewend aan het werken met een metronoom, of tegenwoordig een zogenaamde click track, en staat bekend om een strakke manier van inspelen of inzingen. Ook muzikanten uit studio-orkesten vallen onder de term studiomuzikant. Deze worden vaak ingezet achter bekende bands of artiesten of voor de ondersteuning van filmbeelden bij filmproducties.
Zij werken niet met een click track, maar met een dirigent. Bij filmondersteuning wordt de film vaak op groot doek bij het orkest afgespeeld ten behoeve van de beleving. De regisseur, componist en dirigent geven dan per scène aan wat er met welke intentie gespeeld moet worden.
Bij bijzonder veel songs die tot grote hits zijn geworden werd gebruik gemaakt van studiomuzikanten.